# HD 106252
HD 106252 är en ensam stjärna belägen i den norra delen av stjärnbilden Jungfrun. Den har en skenbar magnitud av ca 7,36 och kräver åtminstone en handkikare för att kunna observeras. Baserat på parallax enligt Gaia Data Release 2 på ca 26,5 mas, beräknas den befinna sig på ett avstånd på ca 123 ljusår (ca 38 parsek) från solen. Den rör sig bort från solen med en heliocentrisk radialhastighet på ca 15 km/s.

## Egenskaper
HD 102195 är en gul till vit stjärna i huvudserien av spektralklass G0 V. Den har en massa som är ungefär lika med solmassan, en radie som är ca 1,1 solradier och har ca 1,5 gånger solens utstrålning av energi från dess fotosfär vid en effektiv temperatur av ca 5 800 K.

## Planetsystem
År 2005 upptäcktes en följeslagare, HD 106252 b,  med hjälp av European Southern Observatory.  Upptäckten bekräftades av ett annat team som använder Lick Telescope. Denna exoplanet har en massa av ≥7,10 Jupitermassor, en omloppsperiod av ca 1 516 dygn i en bana med en excentricitet av 0,586 ± 0,065.